# Johan van Tieffen
Johan (Hans) van Tiefen (ca. 1440 - 25 augustus 1497) was der 35ste grootmeester van de Duitse Orde van 1490 tot 1497.
Johans geboorteplaats is onbekend. Hij stamde uit een adellijk geslacht uit het Zwitserse kanton Thurgau. Zijn carrière in de Duitse Orde begon hij als voogd van Liska-Schaaken. Daarna was hij in Elbing werkzaam, waar hij de rechterhand van de Summus Hospitalarius Hendrik Reuss van Plauen was. In 1474 werd hij commandeur van Memel en twee jaar later tot grootcommandeur benoemd. Hij trad voor de Orde in talrijke diplomatische missies op in vele Europese gerechtsbanken.
Tijdens het bewind van grootmeester Martin Truchsess van Wetzhausen zocht Johan de spanningen tussen de Duitse Orde en het koninkrijk Polen op te lossen. In 1480 werd hij commandeur van Brandenburg (Frisches Haff). Op 25 juni 1487 publiceerde Johan een Charta in Drengfurt, om een kerk in Oud-Jucha te stichten.
In 1489 werd Johan vervolgens tot stadhouder van de grootmeester benoemd. Onmiddellijk na zijn verkiezing tot grootmeester op  1 september 1490 begaf hij zich naar Polen en betoonde de vereiste hommage tegenover koning Casimir IV van Polen op 18 november in Radom.
Op deze manier de moeilijke verhouding met Polen te hebben verbeterd, hielp hem om zich te concentreren op de interne aangelegenheden van de Orde, hoewel Lucas Watzenrode, bisschop van Ermland, trachtte zich onafhankelijk te maken, zowel van de Poolse Kroon als van de Grootmeester van de Duitse Orde. In mei 1490 stuurde Johan een schriftelijke aanvraag aan Lucas Watzenrode, om hem toe te staan een aan Johannes de Doper gewijde kapel in Groß Stürlack in te wijden en een priester uit Schwarzstein toe te staan de mis voor te lezen.
Voor het overige zette hij de hervormingspolitiek van zijn voorganger tegen de weerstand van de landmeester van Lijfland en Duitsland alsook enkele andere hogere ordefunctionarisen voort. Beschermende maatregelen ten gunste van de armere bevolkingslagen maken de grootmeester geliefd onder het volk. Tijdens zijn ambtsperiode begon een sterkere immigratie uit Mazovië en Litouwen naar door oorlog en epidemieën ontvolkte gebieden van Pruisen.
In 1492 stelde koning Jan I Albrecht van Polen aan de Duitse Orde voor, haar zetel van Pruisen naar Podolië te verleggen, maar Johan verzette zich tegen dit idee. Hij was er zich bewust van, dat dit het einde van de Duitse Orde zou betekenen. Hij deed een beroep op keizer Maximiliaan I en het plan werd afgevoerd.
Door Jan I Albrecht van Polen opgeroepen, voerde Johan een Kruistocht tegen het Ottomaanse Rijk met de opdracht havens langs de kust van de Zwarte Zee in te nemen. Hij beschikte over een leger van 400 ridders samen met hun bereden begeleiders. Bij de reis over de Dnjestr liep de grootmeester buikloop op. Hij besloot naar Lemberg terug te keren, dat hij mogelijk niet meer levend zou hebben bereikt. Hij werd in de Dom van Koningsbergen begraven.
Zijn nalatenschap was het idee van de verkiezing van een vorst tot grootmeester, om zich tegen een onderwerping door de Poolse koning te verzetten en om sterkere bijstand uit het Heilig Roomse Rijk te ontvangen. Johan werd als grootmeester van de Duitse opgevolgd door Frederik van Saksen, broer van hertog George van Saksen.